# Øystein II de Noruega
Øystein Haraldsson (en nórdico antiguo, Eysteinn Haraldsson) (Escocia, ca. 1125 - Bohuslän, Noruega, 1157). Rey de Noruega de 1142 a 1157. Era hijo del rey noruego Harald IV y una mujer celta de que las sagas nórdicas llaman Bjaðök. Gobernó junto a sus hermanos menores, pero la discordia entre ellos derivó en una guerra civil que se prolongaría durante varios años. Rival de Inge I, murió asesinado.

## Biografía
Øystein era hijo de Harald Gille, un hombre irlandés o escocés de ascendencia real que llegó a ser rey de Noruega. Cuando Harald viajó a Noruega para reclamar el trono, Øystein permaneció en las islas británicas; sin embargo, Harald reconoció haber dejado un hijo allí.
El nombre de Øystein es registrado en las sagas hasta 1142. En ese año, varios lendmann noruegos viajaron al oeste para llevarlo hacia Noruega junto con su madre. Al llegar, fue reconocido como el hermano mayor de los reyes Sigurd, Inge y Magnus Haraldsson, y compartiría el trono con ellos, tras ser nombrado rey en Nidaros.
Aparentemente, la división del poder no tenía carácter territorial, y los hermanos tenían el mismo estatus en cualquier parte del país.
La Saga de las Orcadas y la Heimskringla narran que el rey Øystein realizó una campaña militar en Escocia e Inglaterra, en la década de 1150. Capturó a Harald Maddadsson, jarl de las Órcadas, y exigió un cuantioso rescate. También realizó ciertas actividades de pillaje en las costas escocesa e inglesa, atacando Aberdeen, Hartlepool y Whitby, una suerte de recreación de las antiguas expediciones vikingas.
Las relaciones entre los tres hermanos Sigurd, Inge y Øystein (Magnus falleció en la década de 1140) fueron buenas mientras vivieron los antiguos seguidores del rey Harald y los hermanos de Øystein fueron menores de edad. Un encuentro en Bergen entre Sigurd e Inge derivó en una riña entre los dos bandos, y finalmente en el asesinato de Sigurd. Según las sagas, Sigurd y Øystein planeaban deshacerse de Inge, aunque esa posibilidad ha sido cuestionada por los historiadores modernos, quienes sugieren que podría tratarse de un pretexto de Inge para iniciar la guerra.
Øystein llegó a Bergen días después, y logró llegar a un acuerdo de paz con Inge. Pero la paz se resquebrajaría. En 1157 los ejércitos de los dos reyes se encontraron en la costa occidental, cerca de Moster, y ocurrió la confrontación. Ante la superioridad numérica del ejército de Inge, el de Øystein se desbandó, y el mismo rey tuvo que escapar hacia Viken (el territorio alrededor del fiordo de Oslo).
Abandonado por sus propios hombres, Øystein fue capturado y asesinado en la provincia de Bohuslän (en ese tiempo parte de Noruega). Su cuerpo fue sepultado en la iglesia de Foss, en esa provincia. De acuerdo a la Heimskringla, los pobladores locales comenzaron a venerar a Øystein como santo.
A su muerte, sus seguidores y los de su hermano Sigurd nombraron rey a Haakon Herdebrei, hijo de este último.

## Descendencia
Øystein se casó con Ragna Nikolasdatter (1130 - 1161), una noble noruega, nieta de Krypinge-Orm Svensson con quien no tuvo descendencia. Tuvo dos hijos ilegítimos: 
- Øystein Møyla. Pretendiente al trono de Noruega por los birkebeiner, en oposición a Magnus V.
- Torleif Bredskjaeg (1154 - 1191), que fue asesinado.